# 222 Pułk Piechoty (1920)
222 ochotniczy pułk piechoty (222 pp) – oddział piechoty Wojska Polskiego w II Rzeczypospolitej okresu wojny polsko-bolszewickiej.

## Formowanie i zmiany organizacyjne
222 ochotniczy pułk piechoty został sformowany w Siedlcach przy batalionie zapasowym 22 pułku piechoty. Dowodzenie nad nim objął kpt. Wacław Kostka-Biernacki.

## Działania pułku na froncie
Niegotowy jeszcze do walki pułk przewieziony został koleją na Śląsk Cieszyński z zadaniem osłony tych obszarów na wypadek agresji czeskiej. W listopadzie pułk wcielono do 22 pułku piechoty.